# Моравска мисия
Моравската мисия е пътуване на братята Кирил и Методий през 863 г. до Великоморавия, по време на което практически се полага славянската азбука.
В началото на 860-те години в Централна Европа се оформя съюз между Немското кралство и България. През същата 862 година княз Ростислав провожда пратеници при византийския император Михаил III с молба за помощ срещу немските духовници, които се опитват да наложат диктат над местното население и да разклатят държавата. Той моли да му бъдат изпратени християнски мисионери, които да проповядват на славянски език. Така той иска да премахне немското влияние в страната си. Византия се съгласява, тъй като по този начин цели да спечели съюзник и да неутрализира немското влияние. Ромеите решават да изпратят братята Кирил и Методий, тъй като те са се доказали като мисионери.
През пролетта на 863 година те са посрещнати тържествено във Великоморавия заедно с учениците си във Велеград. Там те създават много училища, проповядват на славянски език, обучават много ученици. Константин-Кирил Философ поставя основите на славянската литургия, която, макар да има някои византийски елементи, като цяло притежава самобитен облик. Само три години по-късно около мисията се създава друга атмосфера. Папа Николай I иска да обуздае сепаратистичните тенденции на някои западни владетели и да се намеси в светските проблеми. Той отказва на Ростислав да бъде учредена епархия в неговата страна, независима от баварския клир, а на Борис I – папският легат в България да стане архиепископ на самостоятелна българска църква. Това става повод за първото обвинение към двамата братя от страна на висшите баварски духовници.
След 40-месечен престой във Великоморавия братята заминават, тъй като немското духовенство ги обвинява в неканоничност на проповедническата дейност и „несвещеност“ на езика, на който се извършва богослужението. По пътя си те минават през западнославянското Блатненско княжество (в Панония). Там по настояване на княз Коцел остават 6 месеца, като за това време обучават около 50 ученици. През 867 г. във Венеция Кирил води диспут срещу привържениците на триезичната догма пред местен събор на духовни лица, като блестящо защитава правото на всеки народ да тачи Бога на свой език. Така те достигат до византийската столица, където получават мощите на папа Климент Римски. По-късно през 867 г. братята Кирил и Методий отиват в Рим, където отнасят и мощите на папа Климент Римски. Междувременно папа Николай I, който ги е призовал там, вече не е между живите. Заместил го е папа Адриан II.
Константин-Кирил Философ защитава блестящо правото на славяните и всеки народ да има свой книжовен език и папа Адриан II приема исканията на братята да се използва славянски език в богослужението на славяните в Моравия и Панония, където те да бъдат самостоятелни (т. е. да не се допуска намеса на баварското духовенство), да получат епископски сан за единия от тях, а някои от учениците им да бъдат ръкоположени за свещеници. От своя страна, Римската курия изисква при богослужението Евангелието и Апостолът да бъдат четени първо на латински, а след това на славянски език. Така се разчупва закостенялата триезична догма.
Кирил умира в Рим на 14 февруари 869 г. След смъртта на Кирил, Методий е ръкоположен за архиепископ и папски легат на среден Дунав и Панония. Той се връща в Панония, където враждебността на германското духовенство не намалява. В Моравия през 870 г. Коцел е сменен от Светополк, който подкрепя германското духовенство. Срещу Методий са повдигнати нови обвинения и на църковен съд в Регенсбург го осъждат на заточение. Той е затворен в продължение на две години и половина в баварски манастир, където е бил измъчван. През 873 г. със застъпничеството на папата Методий е освободен и отново става архиепископ на Великоморавия. Седалището му до смъртта му в 885 г. е във Велеград и днес е известно място за поклонение сред съвременните чехи и словаци.
През 885 година под натиска на немците папа Стефан V издава була, с която забранява богослужението на славянски език. Учениците на Методий са изгонени от страната, като някои дори са продадени в робство на венецианските пазари. Западните славяни са лишени от богослужение на роден език от немското духовенство и им е наложена латинската азбука.

## Значение
Със своята проповедническа дейност братята Кирил и Методий успяват да наложат славянската азбука сред част от западните славяни. Така те могат да тачат Бога на свой език. Поставя се началото на славянската азбука, която през следващите векове се разпространява и сред други славянски народи.
Седмочисленици е събирателно название за 7 светци, почитани от Българската православна и други църкви като създатели и разпространители на Глаголицата и Кирилицата.
Пет от учениците на братята Кирил и Методий идват в България: Климент, Наум, Горазд, Сава и Ангеларий. Църквата традиционно не включва към тях Константин Преславски, защото не е канонизиран, въпреки че е считан за пряк ученик на Методий.
Българската православна църква е определила 27 юли – Деня на успението на св. Климент Охридски, създател на българската азбука – Кирилицата и за Ден на светите Седмочисленици.